# Apanteles senegalensis
Apanteles senegalensis är en stekelart som beskrevs av Jean Risbec 1951. Apanteles senegalensis ingår i släktet Apanteles och familjen bracksteklar. Inga underarter finns listade i Catalogue of Life.